# Tilde Giani Gallino
Tilde Giani Gallino (Torino, 1934) è una psicologa e fotografa italiana.

## Biografia
Dopo il matrimonio con il sociologo Luciano Gallino, con il quale collaborò alla traduzione de L'uomo a una dimensione di Herbert Marcuse (Torino, Einaudi, 1967), visse per alcuni anni in California, dove fu allieva di Erik Erikson e Bruno Bettelheim. Insegnò successivamente psicologia all'Università di Torino. Studiosa dei processi cognitivi, con un'attenzione particolare alla creatività in età evolutiva, si è dedicata con successo anche alla fotografia .

## Opere principali
- Il complesso di Laio: i rapporti famigliari nei disegni dei ragazzi, Torino, Einaudi, 1977
- La ferita e il re: gli archetipi femminili della cultura maschile, Milano, Cortina, 1986
- Il sistema bambino: ricerche sul gioco simbolico e l'immaginario, Torino, Bollati Boringhieri, 1990
- Il bambino e i suoi doppi: l'ombra e i compagni immaginari nello sviluppo del sé, Torino, Bollati Boringhieri, 1993
- L'albero di Jesse: l'immaginario collettivo medievale e la sessualità dissimulata, Torino, Bollati Boringhieri, 1996
- In principio era l'orsacchiotto: gli animali di peluche e il mondo immaginario dei bambini, Milano, Mondadori, 1996
- A, come abuso, anoressia, attaccamento...: rappresentazioni mentali nell'infanzia e nell'adolescenza, Torino, Bollati Boringhieri, 1998
- Famiglie 2000: scene di gruppo con interni, Torino, Einaudi, 2000
- Quando ho imparato ad andare in bicicletta: memoria autobiografica e identità del sé, Milano, Cortina, 2004
- L'immagine e lo sguardo: dalla psicologia alla fotografia, Torino, Antigone, 2008
- Il mondo disegnato dai bambini: l'evoluzione grafica e la costruzione dell'identità, Firenze, Giunti, 2008
- Viaggio nell'altra Germania, illustrato da fotografie dell'autrice, Torino, Einaudi, 2013
- Non avevo sei anni ed ero già in guerra, Torino, Einaudi, 2015
- La Russia, grande madre e piccoli padri, Torino, Einaudi, 2020